# 普文縣
普文縣是雲南省的一個舊縣，在今景洪市東北普文鎮。民國18年（1929年）12月11日行政院核准以普思沿邊行政總局第七區置縣。民國21年（1932年）9月撤銷，併入思茅縣。

## 沿革
其地原名普藤壩子，雖然很大，但人口稀少，只住著曼壩牙、曼廣、城子、曼戛納等十幾個傣族寨子，其中除城子、曼戛納兩寨人口較多外，其餘的每個寨子就是十多二十戶人家，總人口還不到3千人。這裡是車佛南和內地的結合部，受漢文化的影響較多。
清末在此設彈壓委員會。民國初年改設第七區行政局，由內地遷來的漢傣族陶阿壽任團正，1929年改設普文縣，1932年裁並於思茅縣，普文為一個鄉，鄉政府住龍龍壩，推行保甲制度後，普藤為一個保，刀老二任保長，分上、中、下個甲。上甲以曼廣為中心，由白文光負責，中甲以城子為中心，由刀老二負責，下甲以曼戛納為中心，由白如山負責。普藤壩土司制度雖不復存在，但下面的叭、鮓、先制度依然完整。